# Ушакова, Наталия Абрамовна
Ната́лия Абра́мовна Ушако́ва (1899—1990) — советская художница (график, иллюстратор), фотограф-любитель. Наибольшую известность получила как иллюстратор детских книг; иллюстрировала произведения для детей Владимира Маяковского, Валентина Катаева, Агнии Барто, Льва Квитко, Сергея Михалкова, Натальи Кончаловской и др. Вторая жена литературоведа Николая Лямина — одного из ближайших друзей Михаила Булгакова.

## Биография

### Становление
Наталия Ушакова родилась в 1899 году.
В конце 1910-х годов Ушакова состояла в творческой переписке с жившим в Петрограде художником-графиком Николаем Куприяновым, который был старше её на пять лет и пытался на неё влиять: «Рисуете ли Вы? Рисуйте, Тата, напряжённо, иначе ничего не выйдет». Ушакова посылала ему по почте свои гравюры, а он давал им оценку и иногда критиковал за отсутствие самостоятельности:
Взятый от другого, он <художественный образ> теряет силу… создайте же искусство из современной жизни, Вас окружающей. Пережитость образа — гарантия подлинного искусства. <...> Заведите себе тетрадку небольшую и рисуйте всё — воду, в реке и стакане, новый платок до стирки и после. Самое трудное, я думаю, научиться видеть вещи.

### Замужество, дружба с Булгаковыми

Фрагмент иллюстрации книги для детей «История Власа, лентяя и лоботряса» (1927) Владимира Маяковского с изображением родителей Власа Прогулкина. Прототипами персонажей для иллюстратора Наталии Ушаковой послужили Михаил Булгаков и его вторая жена Любовь Белозерская

В начале 1920-х годов Наталия Ушакова вышла замуж за литературоведа Николая Лямина — одного из ближайших друзей Михаила Булгакова. Семейная пара жила в Москве по адресу: Савельевский переулок, дом 12, квартира 66. В этой квартире проходили ставшие затем знаменитыми «булгаковские чтения». Вторая жена Булгакова Любовь Белозерская вспоминала: «…Всё или почти всё, что им было написано, он читал у Ляминых».
Ушаковой была сделана значительная часть фотографий Булгакова этого периода. В квартире Ляминых Булгаков читал первые главы романа, позже получившего название «Мастер и Маргарита». По свидетельству Ушаковой, в окончательной редакции романа эти главы изменились неузнаваемо.
Наталия Ушакова была хранителем памяти о многих артефактах из произведений Булгакова. Так, она указала подворотню между домами 6 и 8 по Пречистенке (от ворот к этому времени остались только столбы и уже давно не было «бьющейся на ветру железной решётки»), где герой «Собачьего сердца» профессор Преображенский увидел и подманил к себе колбасой пса Шарика. «Громадный ларь, обитый железом», стоявший «в громадной, до крайности запущенной передней», мимо которого пробегал преследующий Воланда Иван Бездомный в «Мастере и Маргарите», в действительности стоял в передней квартиры Ляминых до конца 1980-х годов.
Наталия Ушакова была первым иллюстратором двух из пяти повестей Александра Чаянова — «Венедиктов, или Достопамятные события жизни моей» (1921) и «Необычайные, но истинные приключения графа Фёдора Михайловича Бутурлина» (не позднее 1924), — которые, по мнению многих исследователей, перекликаются с произведениями Михаила Булгакова.
По свидетельству Любови Белозерской, в 1926 году Ушакова подарила экземпляр иллюстрированного ею «Венедиктова» Булгакову. Булгаковед Борис Соколов считает, что эта повесть повлияла на один из эпизодов «Мастера и Маргариты» — когда Воланд и Бегемот играют в шахматы живыми фигурками перед великим балом у сатаны.
В последние годы жизни Наталии Ушаковой её квартира подверглась нашествию поклонников романа «Мастер и Маргарита» и Михаила Булгакова, при этом посетители мало интересовались самой хозяйкой квартиры.

### Иллюстрация детских книг
Иллюстрированию детских книг профессионально никогда не училась.
Искусствовед Лидия Кудрявцева, встречавшаяся с Ушаковой во второй половине 1980-х годов, так объясняла востребованность художницы в 1920-е годы:
Ушакова любила рисовать предметы. В детской книге она рисует трамвай, пароход, телефон, трактор, детей на коньках, на лыжах, малышей среди предметов домашнего обихода. Всё схематично, но живо, даже весело. Это-то наверно и привлекало издательства — в её рисунках не было скучной назидательности, сам подход к книге соответствовал тогдашним к ней требованиям. Опытный Я. Мексин, редактор Госиздата, давал ей одну книгу за другой. <…> Удавалось Ушаковой и разное зверьё. Она нарисовала тигра, льва, пуму в книжке С. Федорченко «Вот так киски» с детской симпатией к страшным хищникам, — такими их представляет ребёнок — любитель зоопарка и сказок.
Творчество Ушаковой, по мнению Кудрявцевой, укладывалось в общую картину иллюстрирования детских книг в 1920-х годах, сформулированную искусствоведом Алексеем Сидоровым: «Рождалась и осталась характерной для 20-х годов особая сумма приёмов иллюстрирования и сопровождения текста, дробная, фрагментарная, условно-упрощённая, по-своему декорирующая страницу и всю книжку-тетрадку…»
Первой изданной книгой, которую иллюстрировала Наталия Ушакова, стала вышедшая в 1925 году в кооперативном издательстве «Земля и фабрика» поэма «Клю и Кля» Сергея Заяицкого — одного из её друзей из «пречистенского круга». Пароход на обложке книги Льва Зилова «Отгадай-ка» («Госиздат», 1926), по словам Ушаковой, был подвергнут критике: «Владимир Михайлович Голицын, он был моряк и художник, очень ругал за этот пароход, говорил: „Хотел бы я посмотреть, как вы на таком пароходе доехали бы“. Но ведь сразу видно, что это пароход, а не что-нибудь другое, правда?» Бо́льшую часть заказов на иллюстрирование детских книжек в 1920-е годы Ушакова получала от редактора Госиздата Якова Мексина; также рисовала для «Земли и фабрики», «Федерации», «Недр», «Молодой гвардии», «Музгиза», «Детгиза», «Детского мира», «Малыша».

### Семья
- Муж (с начала 1920-х годов) — Николай Николаевич Лямин (1891—1942, умер в тюремной больнице), советский литературовед, специалист по французской культуре XV—XVI веков. Наталия Ушакова была второй женой Лямина — после предыдущей жены Александры Сергеевны Прохоровой, ушедшей от него к искусствоведу Владимиру Эмильевичу Морицу (1890—1972).

### Детские книги (иллюстрации)
- Заяицкий С. С. Клю и Кля: Поэма для детей / Обложка и рисунки Н. Ушаковой. — М., Л.: Земля и фабрика, 1925. — 18 с.
- В детском саду: Сборник / Составил коллектив тверских дошкольниц; Редакция Я. Мексина; Картинки Н. Ушаковой. — М., Л.: Государственное издательство, 1926. — 27 с. — (Библиотечка детского сада).
- Зилов Л. Отгадай-ка / Рисунки Н. Ушаковой. — М.: Государственное издательство, 1926. — 16 с. — 10 000 экз.
- Маяковский В. История Власа, лентяя и лоботряса / Рисунки Н. Ушаковой. — М.: Молодая гвардия, 1927. — 10 с. — 7000 экз.
- Радченко А. Жучкины ребята: [Стихи для детей] / Рисунки Н. Ушаковой. — М., Л.: Радуга, 1927. — 11 с.
- Радченко А. Перед сном: [Стихи для детей] / Рисунки Н. Ушаковой. — Л.: Радуга, 1927. — 11 с.
- Бианки В. В. Мышонок Пик: Рассказ в 2 частях / Рисунки А. Формозова; Обложка Н. Ушаковой. — М.: Государственное издательство, 1928. — 39 с. — (Новая детская библиотека. Младший и средний возраст).
- Минаев К., Цветкова Н. Шарманка / Рисунки Н. Ушаковой. — М.: Государственное издательство, 1928. — 12 с.
- Соловьёва М. Братья да сёстры кошечки нашей пёстрой / Рисунки Н. Ушаковой. — М.: Государственное издательство, 1928. — 11 с.
- Федорченко С. Вот так киски / Картинки Н. Ушаковой. — Л.: Государственное издательство, 1928. — 10 с.
- Бианки В. В. Мышонок Пик: Рассказ в 2 частях / Рисунки А. Формозова; Обложка Н. Ушаковой. — 2-е издание. — М., Л.: Государственное издательство, 1929. — 40 с. — (Для детей младшего и среднего возраста).
- Анов Н. И. Награда: [Рассказы] / Обложка Н. А. Ушаковой. — М.: Федерация, 1931. — 256 с.
- Минаев К. А. Картошка: Рассказы / Обложка Н. А. Ушаковой. — М.: Федерация, 1931. — 117 с.
- Забила Н. Ясочкина книжка / Перевод с украинского З. Александровой; Рисунки Н. Ушаковой. — М.: Детиздат, 1936. — 30 с. — 25 000 экз.
- Поспелова Н. П. Детский сад в совхозе: Листы для вырезывания и склеивания: Для старшего дошкольного и младшего школьного возраста / Рисунки Н. Ушаковой. — М.: Детиздат, 1936. — 8 с.
- Северин Н. А. Казахские сказки: [Для младшего возраста] / Обработка Ник. Северина; Рисунки Н. Ушаковой. — М., Л.: Детиздат, 1940. — 104 с.
- Катаев В. П. Дудочка и кувшинчик: Сказка: [Для дошкольного и младшего возраста] / Рисунки Н. Ушаковой. — М., Л.: Детиздат, 1941. — 16 с. — (Книга за книгой).
- Барто А., Гернет Н., Трутнева Е. Волшебный фонарик: Новогодний подарок детям: [Для дошкольного возраста] / Иллюстрации Н. Ушаковой, И. Кузнецова. — М.: Детгиз, 1943.
- Квитко Л. М. Лошадка: [Стихи]: Для дошкольного возраста / Перевод с еврейского С. Маршака; Рисунки Н. Ушаковой. — М.: Детгиз, 1944. — 8 с.
- Русские народные сказки: Картинки для раскрашивания / Иллюстратор Н. А. Ушакова. — М.: Сотрудник, КПМ МИИГА и К., 1944. — 4 с.
- Квитко Л. М. Ат: [мәктәб jашына чатмамыш ушаглар үчүн] / [тәрҹ. ед. Б. А. Гасымзадә, рәс. Н. Ушакова]. — Бакы: Ушагҝәнҹнәшр, 1946. — 10 с. (на азербайджанском языке)
- Михалков С. В. Азбука: (Из Ю. Тувима): [Стихи для детей] / Рисунки Н. Ушаковой. — М.: Детский мир, 1958. — 12 с.
- Кончаловская Н. П. Оранжевые лапы: [Стихи] : [Для дошкольного возраста] / Рисунки Н. Ушаковой. — М.: Детский мир, 1960. — 16 с.
- Адрианов Ю. А. Про коня и про Жар-птицу: [Стихи для детей: Для детей младшего школьного возраста] / Художник Н. Ушакова. — Нижний Новгород: Кварц, 2010. — 16 с. — (Издательский проект «Детское чтение»).

## Комментарии
1. ↑  Куплена колбаса была Преображенским в доме Осиповского (Пречистенка, дом 1), снесённом в 1972 году как «малоценная застройка», портящая внешний облик города, ко времени приезда в Москву президента США Ричарда Никсона.